# Stary cmentarz protestancki w Makau

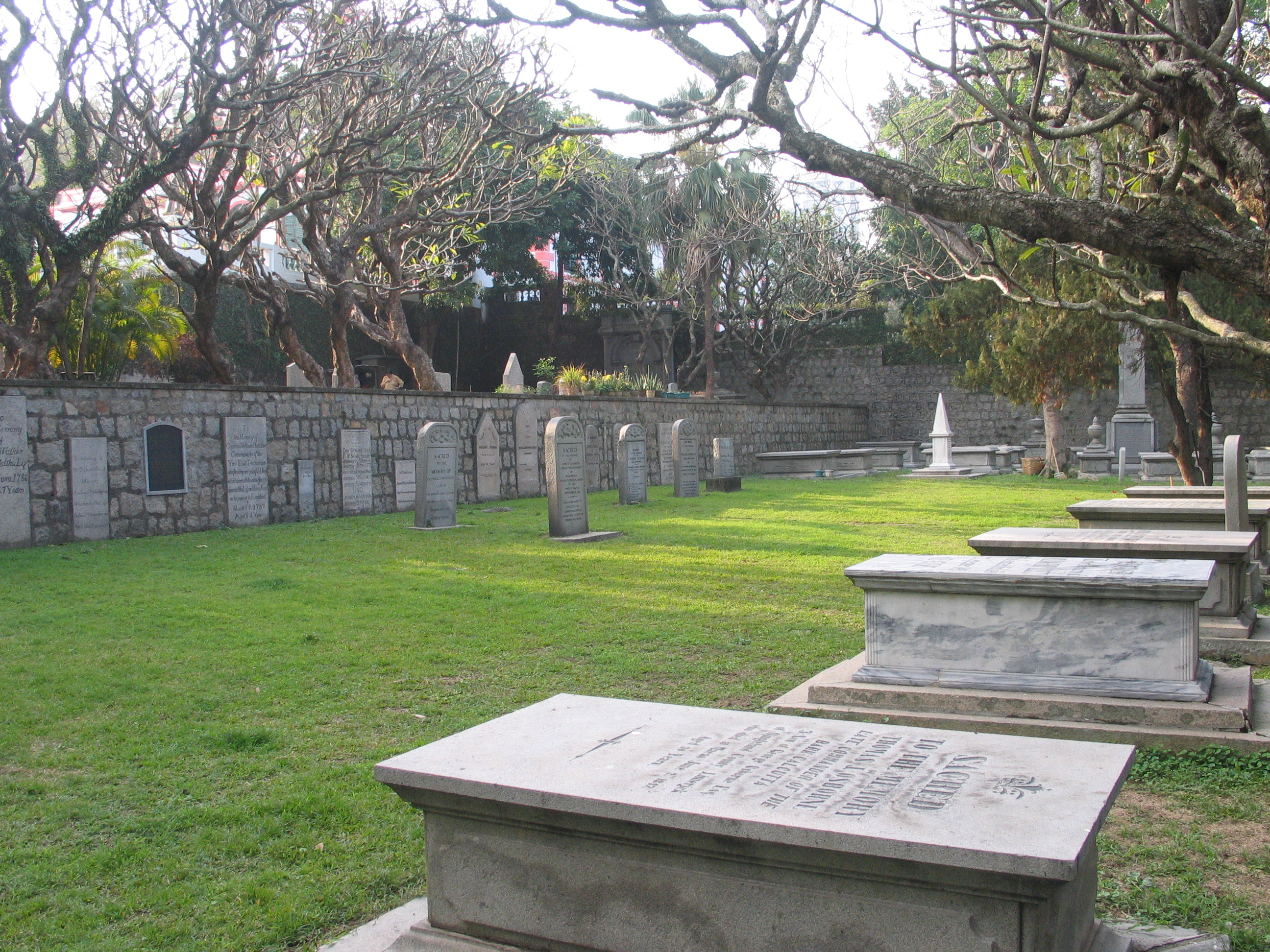
Widok nekropolii

Stary cmentarz protestancki w Makau (chin. trad.: 基督教墳場, port.: Cemitério Protestante) – założony w 1821 roku przez Brytyjską Kompanię Wschodnioindyjską w odpowiedzi na brak miejsc pochówku dla protestantów w zdominowanym przez ludność katolicką Makau. Został zamknięty w 1858 roku. Jest miejscem pochówku m.in. artysty George’a Chinnery’ego, misjonarza Roberta Morrisona i kapitana marynarki Henry’ego Johna Spencer-Churchilla (dalekiego przodka Winstona Churchilla). W 2005 roku cmentarz wpisano na listę światowego dziedzictwa UNESCO jako część zabytkowego centrum Makau.